# Slynge (børn)
 For alternative betydninger, se slynge. (Se også artikler, som begynder med slynge)
En slynge, eller en babyslynge er er en samlet betegnelse for enkle systemer til at bære mindre børn i. Disse systemer kendes fra stort set alle kulturer. At bære børn i slynger er en central del af I favn (eng: Attachment parenting) – en filosofi omkring forældreskab, udviklet af den amerikanske børnelæge William Sears. Babyslynger kan groft inddeles i tre typer; skråslynge, vikle og mei tais.

## Skråslynge (eller ringslynge)
Dette er den mest udbredte type. Den er relativt simpel at bruge, og den kan bruges fra barnet er nyfødt, til det er 2-3 år. Barnet bæres i en slynge over den ene skulder. Det er også muligt at bære barnet på ryggen. Det anbefales ikke at børn og babyer ligger ned i slyngen pga. kvælningsfare. Derimod bør alle babyer og børn placeres i "frøstilling", og altså sidde oprejst. 

## Vikler
En vikle er i princippet et langt sjal, som man bruger til at vikle barnet fast til kroppen med. Der er mange muligheder for at binde den, hvor man bærer barnet på maven, på hoften eller på ryggen. Det er en meget fleksibel slyngetype, som kan bruges af voksne i alle størrelser til babyer og børn i alle størrelser. Vikler findes i strækstof, der primært egner sig til små babyer (kaldet en strækvikle), og i vævet stof, der er bedst egnede til lidt større børn (kaldet en fastvikle). Strækvikler er oftest kun i en størrelse, mens fastvikler fås fra str. 2-9. Den mest almindelige størrelse er str 6, men hvis man er større end str 44, så er ens basestørrelse 7.

## Mei tais
En Mei tai består af et firkantet stykke stof med to sæt stropper til at binde om henholdsvis bærerens hofte og skuldre. I en Mei tai kan barnet enten bæres på ryggen eller på maven. Mei tai slyngetypen er bedst egnet til børn fra 4-6 måneders alderen og frem til barnet er 3-4 år. Mei tais fås som klassiske mei tai, hvor skulderstropperne er smalle og polstrede, og som vikletais hvor skulderstropperne er brede og upolstrede. 